# Stazione di Almería
La stazione di Almería (in spagnolo Estación de Almería) è la principale stazione ferroviaria di Almería, Spagna.